# 1621
1621 (MDCXXI) byl rok, který dle gregoriánského kalendáře započal pátkem.

## Události
- leden – František z Ditrichštejna je jmenován gubernátorem a nejvyšším císařským komisařem na Moravě
- únor – uzavřen Drážďanský akord
- 21. června – poprava 27 vůdců stavovského povstání na Staroměstském náměstí v Praze – tzv. Staroměstská exekuce
- 2. září - 9. října – Bitva u Chotynu
- Založena nizozemská Západoindická společnost

### Probíhající události
- 1568–1648 – Nizozemská revoluce
- 1568–1648 – Osmdesátiletá válka
- 1618–1648 – Třicetiletá válka
- 1619–1626 – Povstání Gabriela Betlena
- 1620–1621 – Polsko-turecká válka

## Narození

#### Česko
- 03. prosince – Bohuslav Balbín, český spisovatel († 28. listopad 1688)
- 12. prosince – Ferdinand Ludvík Libštejnský z Kolovrat, šlechtic a císařský komorník († 30. září 1701)
- neznámé datum
  - Augustin Heřman, český mořeplavec a kartograf († 1686)

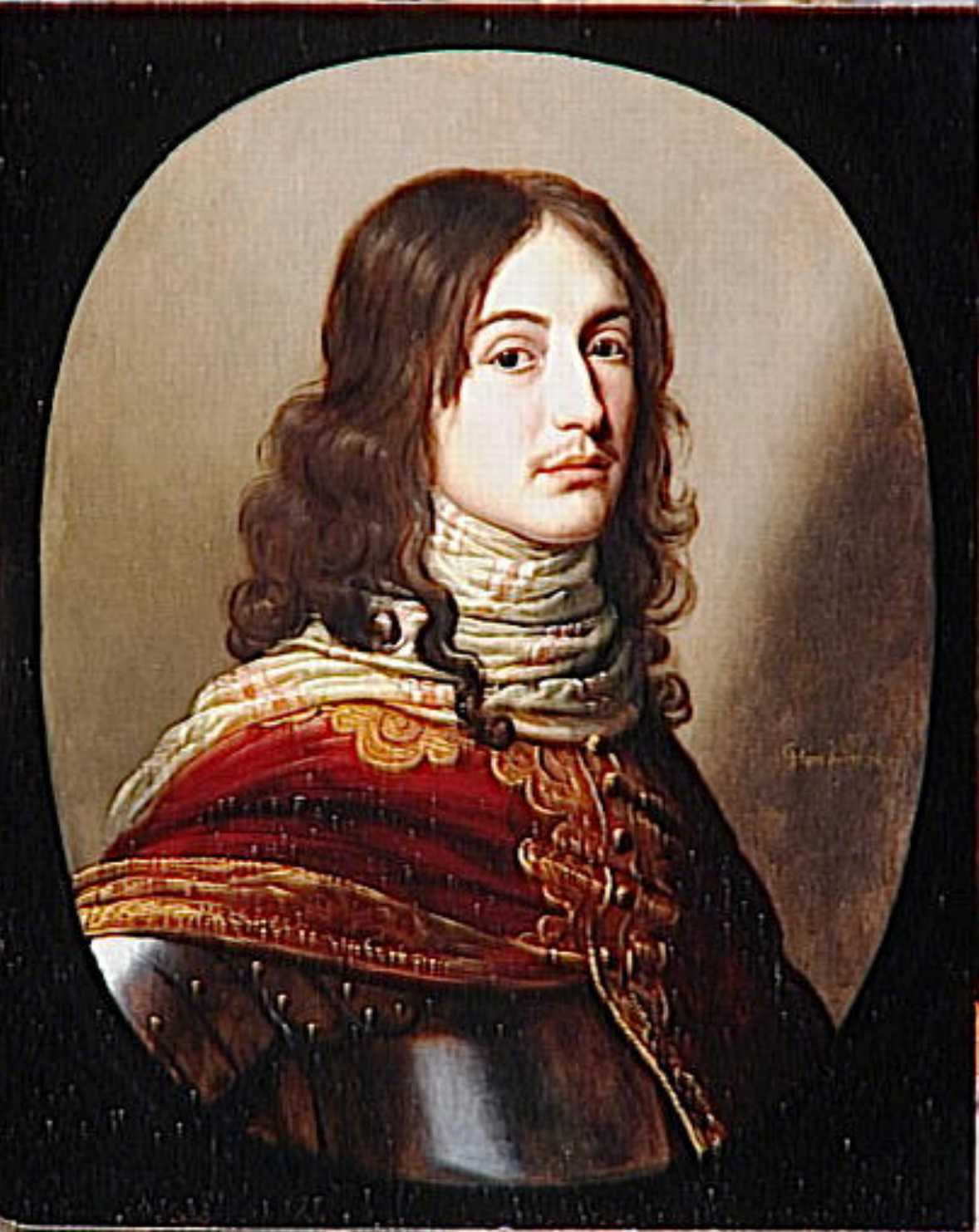
Mořic Falcký (* 6. ledna)

#### Svět
- 06. ledna – Mořic Falcký, falcký princ, námořník a pirát († mezi 13. a 16. září 1652)
- 30. ledna – Jiří II. Rákóczi, uherský šlechtic a sedmihradský kníže († 7. června 1660)
- 02. února – Johannes Schefferus, švédský humanista († 26. března 1679)
- 31. března – Andrew Marvell, anglický básník, satirik a politik († 16. srpna 1678)
- 0 1. dubna – Tégh Bahádur, devátý z deseti guru sikhismu († 24. listopadu 1675)
- 25. května – David Beck, nizozemský malíř († 20. prosince 1656)
- 08. července – Jean de La Fontaine, francouzský spisovatel a člen Francouzské akademie († 13. dubna 1695)
- 22. července – Anthony Ashley Cooper, 1. hrabě ze Shaftesbury, anglický státník a šlechtic († 21. ledna 1683)
- 12. srpna – Albert Dorville, belgický misionář v Číně († 8. května 1662)
- 08. září – Ludvík II. Bourbon-Condé, francouzský šlechtic a vojevůdce († 11. prosince 1686)
- 20. října – Şehzade Ömer, syn osmanského sultána Osmana II. († leden 1622)
- 07. listopadu – Zikmund Alfons z Thunu, římskokatolický duchovní z jihotyrolského hraběcího rodu Thunů († 2. února 1677)
- 20. listopadu – Protopop Avvakum, ruský pop, zakladatel pravoslavné sekty starověrců († 14. dubna 1682)
- 12. prosince – Justinian von Welz, rakouský šlechtic a protestantský myslitel († 1668)
- neznámé datum
  - Vilém Daun, rakouský polní maršál a šlechtic († 7. června 1706)
  - Ondřej Xaver Fromm, německý hudební skladatel, generální vikář litoměřické diecéze († 16. října 1683)
  - Šabtaj ha-Kohen, židovský učenec, litevský a holešovský rabín († 20. února 1662)
  - Justinian von Welz, protestantský myslitel a misionář († mezi lety 1666–1668)

## Úmrtí

#### Česko
- 10. března – Havel Žalanský-Phaëthon, protestantský duchovní a spisovatel (* 1567)
- 20. března – Ladislav IV. Popel z Lobkowicz, šlechtic (* 15. října 1566)
- 07. června – Martin Fruwein z Podolí, pražský měšťan a advokát (* ?)
- 21. června
  - popraven Kryštof Harant z Polžic a Bezdružic, český šlechtic a spisovatel (* 1564)
  - popraven Ján Jesenský, lékař (* 21. prosince 1566)
  - popraven Maxmilián Hošťálek z Javořice, žatecký primátor (* 1564)
  - popraven Kašpar Kaplíř ze Sulevic, člen direktoria českých stavů v době stavovského povstání (* 1535)
  - popraven Jindřich Otta z Losu, účastník stavovského povstání (* 1541)
  - popraven Václav Budovec z Budova, politik a spisovatel (* 28. srpna 1551)
  - popraven Valentin Kochan z Prachové, měšťan, člen direktoria českých stavů v době stavovského povstání (* 1561)
  - popraven Bohuslav z Michalovic, člen direktoria českých stavů v době stavovského povstání (* 1565)
  - popraven Diviš Černín z Chudenic, jediný katolík mezi popravenými za stavovského povstání (* 1565)
  - popraven Jáchym Ondřej Šlik, český šlechtic (* 9. září 1569)
  - popraven Jan Kutnauer ze Sonnenštejna, staroměstský konšel (* 1581)
  - popraven Simeon Vokáč z Chýš, pražský měšťan, novoměstský radní (*?)
  - popraven Leander Rüppel z Ruppachu, doktor práv (* ?)
  - popraven Tobiáš Štefek z Koloděj, šlechtic (* ?)
  - popraven Jan Šultys z Felsdorfu, člen direktoria českých stavů v době stavovského povstání (* 1560)
- neznámé datum
  - Václav Vilém Popel z Lobkowicz, šlechtic (* 20. března 1592)
  - Eliáš ben Šemuel Maisel, rabín a vůdčí osobnost kolínské židovské obce (* ?)

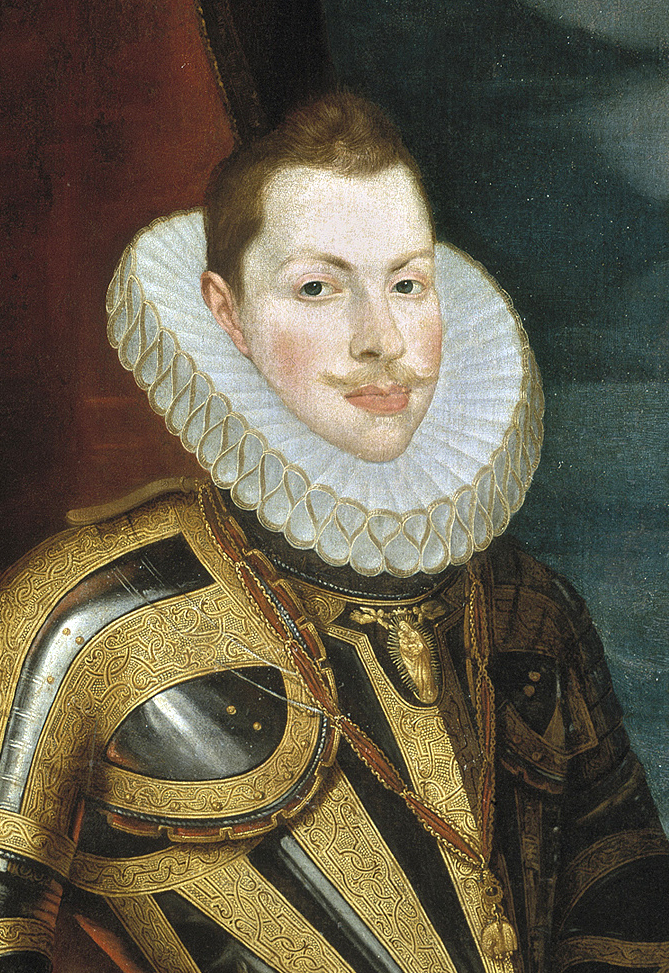
Filip III. Španělský († 31. března)

#### Svět
- 28. ledna – papež Pavel V. (* 17. září 1552)
- 10. února – Pietro Aldobrandini, italský kardinál ze šlechtického rodu Aldobrandini (* 31. března 1571)
- 15. února – Michael Praetorius, německý skladatel, varhaník a hudební teoretik (* 15. února 1571)
- 28. února – Cosimo II. de Medici, toskánský velkovévoda (* 12. května 1590)
- 09. března – Güzelce Ali Paša, osmanský velkovezír (* ?)
- 15. března – Jean Guiton, francouzský hugenotský politik (* 2. července 1585)
- 28. března – Ottavio Rinuccini, italský básník a operní libretista (* 20. ledna 1562)
- 31. března – Filip III. Španělský, španělský král (* 14. dubna 1578)
- 01. dubna – Cristofano Allori, italský malíř (* 17. října 1577)
- 06. dubna – Marie Kristýna Rakouská, sedmihradská kněžna (* 10. listopadu 1574)
- 10. dubna – František Rédei, slovenský vojenský hodnostář (* ?)
- 15. května – Hendrick de Keyser, nizozemský barokní sochař a architekt (* 15. května 1565)
- 27. května – Bedřich z Teuffenbachu, rakouský šlechtic a císařský důstojník (* 1585)
- 02. července – Thomas Harriot, anglický astronom, matematik a přírodovědec (* 1560)
- 10. července – Karel Bonaventura Buquoy, francouzský vojevůdce, velitel císařských vojsk za třicetileté války (* 9. ledna 1571)
- 13. července – Albrecht VII. Habsburský, toledský arcibiskup, nizozemský guvernér a portugalský místokrál (* 13. listopadu 1559)
- 19. července – Francesco Soriano, italský hudební skladatel (* 1549)
- 03. srpna – Anna Kateřina Gonzagová, princezna mantovská, rakouská arcivévodkyně a hraběnka tyrolská (* 17. ledna 1566)
- 13. srpna – Svatý Jan Berchmans, vlámský jezuita, patron mládeže (* 13. března 1599)
- 03. září – Izák Abrahamides, slovenský spisovatel a pedagog (* 1557)
- 17. září – Svatý Robert Bellarmino, italský teolog a kardinál (* 4. října 1542)
- 07. října – Antoine de Montchrestien, francouzský voják a dobrodruh (* 1575)
- 11. října – Dirck Hartog, holandský mořeplavec (* 30. října 1580)
- 16. října – Jan Pieterszoon Sweelinck, nizozemský varhaník a hudební skladatel (* 1562)
- 12. listopadu – Jan Bok, lužický básník, pedagog a politik (* 25. prosince 1569)
- 13. prosince – Kateřina Stenbock, manželka švédského krále Gustava I. Vasy (* 22. července 1535)
- 15. prosince – Charles d'Albert, vévoda de Luynes, oblíbenec francouzského krále Ludvík XIII. (* 5. srpna 1578)
- neznámé datum
  - Johann Bernhard z Fünfkirchenu, rakouský šlechtic, bojovník proti habsburskému absolutismu (* 1561)
  - John Carver, anglický guvernér a cestující na lodi Mayflower (* před 1584)

## Hlavy států
- Anglie – Jakub I. Stuart (1603–1625)
- Francie – Ludvík XIII. (1610–1643)
- Habsburská monarchie – Ferdinand II. (1619–1637)
- Osmanská říše – Osman II. (1618–1622)
- Polsko-litevská unie – Zikmund III. Vasa (1587–1632)
- Rusko – Michail I. (1613–1645)
- Španělsko – Filip III. (1598–1621) / Filip IV. (1621–1665)
- Švédsko – Gustav II. Adolf (1611–1632)
- Papež – Pavel V. (1605–1621) / Řehoř XV. (1621–1623)
- Perská říše – Abbás I. Veliký